# Рубо, Эмиль
Эми́ль Ша́рль Ками́ль Рубо́ (фр. Émile Charles Camille Roubaud; 2 марта 1882, Париж, — 30 сентября 1962, Париж) — французский биолог, специалист по систематике и биологии насекомых. Известность ему принесли работы по малярии, жёлтой лихорадке и сонной болезни. Разрабатывал методы борьбы с кровососущими и синантропными двукрылыми и паразитическими червями. Предложил биотермический метод борьбы с комнатной мухой. Открыл явление автогенности у кровососущих двукрылых. Доказал наличие эндогенных ритмов у насекомых. Исследовал социальное поведение перепончатокрылых. Эксперт Всемирной организации здравоохранения. Президент Энтомологического общества Франции в 1927 году, академик Французской академии наук с 1938 года.

## Биография
Родился в Париже 2 марта 1882 года. Семья происходила из Лотарингии. Многие родственники и знакомые семьи занимались биологическими исследованиями. Интерес к живой природе у Рубо развился под влиянием его дяди Жана Пуарье, а также при общении с зоологами Феликсом Лаказом-Дютье и Альфредом Жиаром. В 1901 году получил степень бакалавра естественных наук Парижского университета. В 1904 году работал в Музее естественной истории в лаборатории профессора Эжена Бувье, где был ассистентом профессора Жозефа Вильнёва. В 1905 году перешёл в Институт Пастера в лабораторию Феликса Мениля, где специализировался на изучении мошек.
В 1906—1908 годах принимал участие в экспедиции, организованной Французским географическим обществом, во Французское Конго для изучения очагов сонной болезни. В ходе этой экспедиции он установил, что возбудители сонной болезни Trypanosoma brucei brucei и Trypanosoma brucei gambiense локализуются в слюнных железах мухи цеце. Полученные результаты легли в основу докторской диссертации «Муха цеце (Glossina palpalis), eё биология и роль в этиологии трипаносомоза», защищённой в 1909 году. В 1908 году стал одним из первых членов Общества экзотической патологии. В 1909—1912 годах совершил экспедицию в Западную Африку (Сенегал и Дагомею), где установил особенности географического распространения девяти видов мух цеце и изучил их роль в передаче трипаносомоза. В Сенегале проводил мероприятия по профилактике жёлтой лихорадки. Результаты исследований по жёлтой лихорадке были опубликованы в 1929 году. В 1912 году создал при Институте Пастера лабораторию медицинской энтомологии и паразитарной биологии, которой руководил до 1958 года. C 1913 по 1948 год читал курс медицинской энтомологии (Cours Roubaud) в Институте Пастера.
В 1916 году женился на Сюзанне Вейон, дочери французского бактериолога, сотрудника Института Пастера, Адриана Вейона (1864—1931). В 1920 году родилась дочь Женевьева, которая стала прима-балериной Парижской национальной оперы.
С 1917 по 1938 год был членом Комитета по историческим и научным исследованиям французской Западной Африки. В 1918 году стал членом Биологического общества. С 1919 по 1932 год занимал должность генерального секретаря, а с 1936 по 1946 год — президента Общества экзотической патологии. В 1927 году был избран президентом Энтомологического общества Франции. В этом же году участвовал в экспедиции под эгидой Лиги Наций в Тунис. 14 марта 1938 года стал академиком Французской академии наук в секции анатомии и зоологии. В 1950-х годах был экспертом Всемирной организации здравоохранения. В 1957 году официально вышел на пенсию. На посту заведующего лабораторией Рубо сменил один из его учеников Поль Гренье. Умер в Париже 30 сентября 1962 года.

## Научные достижения

Жизненный цикл трипаносом

### Муха цеце
Основные исследования Эмиля Рубо посвящены изучению кровососущих двукрылых, механизмам передачи ими патогенных организмов и разработке мероприятий по ликвидации очагов тропических болезней. Им подробно изучен жизненный цикл мухи цеце. В 1920 году Рубо совместно с Феликсом Менилем впервые экспериментально доказал восприимчивость шимпанзе к Plasmodium vivax. Он открыл, что яйца этих мух развиваются в организме самки, которые рождают уже готовых к окукливанию личинок, установил, что возбудители сонной болезни развиваются в слюнных железах самки. Было также установлено: в сухом воздухе муха цеце теряет способность переносить сонную болезнь. Для этого был поставлен эксперимент, в котором мух содержали в контейнере с низкой влажностью воздуха. Через девять дней оказалось, что эти мухи были лишены трипаносом, хотя питались на заражённом животном, а в то же время мухи, содержавшиеся при нормальной влажности, продолжали сохранять в себе этих паразитов. Кроме этого, была определена роль разных видов мух рода Glossina в передаче разных видов трипаносомозов. Было показано, что куколки цеце очень чувствительны к солнечному свету. Исследуя распределение диких животных и распространение заболеваемостью сонной болезнью, Рубо пришёл к парадоксальному выводу, что чем больше диких прокормителей у цеце, тем меньше вероятность передать возбудителя человеку. Объясняется это тем, что при высоком обилии диких животных мухи предпочитают нападать на них, а не на человека. Когда численность диких животных снижается — нападения цеце на человека учащаются.

### Биоритмы насекомых
Рубо внёс вклад в понимание механизмов годовых и суточных ритмов насекомых. В 1918 году, исследуя суточные ритмы комара Anopheles maculipennis, учёный впервые доказал наличие эндогенных ритмов у насекомых. В 1950 годах им были выделены типы сезонного развития насекомых в зависимости от типа диапаузы. Виды насекомых, диапауза которых формируется до наступления неблагоприятных условий, он назвал гетеродинамными. Виды, развитие которых приостанавливается при понижении температуры, были названы гомодинамными. Рубо изучал влияние климатических условий на особенности жизненного цикла насекомых. Он предложил несколько понятий о приспособлении насекомых к циклическому чередованию режимов увлажнения и температуры. Формирование специфических адаптаций к условиям пониженных температур он назвал атермобиозом (athermobiosis), а приспособление к пониженной влажности — ангидробиозом (anhydrobiosis). Для подтверждения этих представлений в Институте Пастера был построен инсектарий. Проведённые опыты показали влияние гидротермических условий на образование скоплений у саранчи и на синхронность развития москитов. Рубо различал понятия пластичности и адаптации видов. Под пластичностью он понимал обратимое изменение характеристик вида, а под адаптацией — наследуемую особенность.

### Кровососущие комары

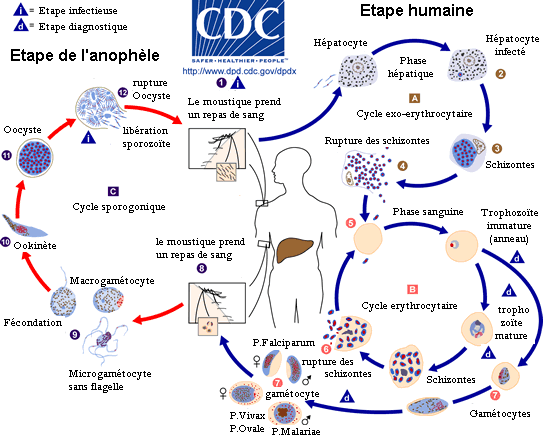
Жизненный цикл малярийного плазмодия

Рубо было также обнаружено, что разные формы малярийных комаров различаются по участию в передаче малярии, что связано с уровнем зоофильности этих видов. В 1921 году учёный предложил различать расы малярийных комаров по числу верхнечелюстных зубцов. Он утверждал, что верхнечелюстной индекс, равный или превышающий 15, характерен для зоофильной расы, а насекомые с меньшим числом зубцов питаются преимущественно на человеке. Изменение биологических рас, считал Рубо, происходит под влиянием внешних условий. Для того, чтобы признаки рас стали наследственными, популяции должны существовать длительно в стабильных условиях. С развитием генетики расы стали понимать только как группы особей с наследственно закреплёнными признаками. На объяснение Эмилем Рубо путей формирования рас сильно повлияли идеи Жана-Батиста Ламарка, довольно популярные во Франции в начале XX века. В зависимости от особенностей спаривания, Рубо различал стеногамные популяции комаров, способные спариваться в ограниченном пространстве, и эвригамные, требующие для спаривания большое пространство.

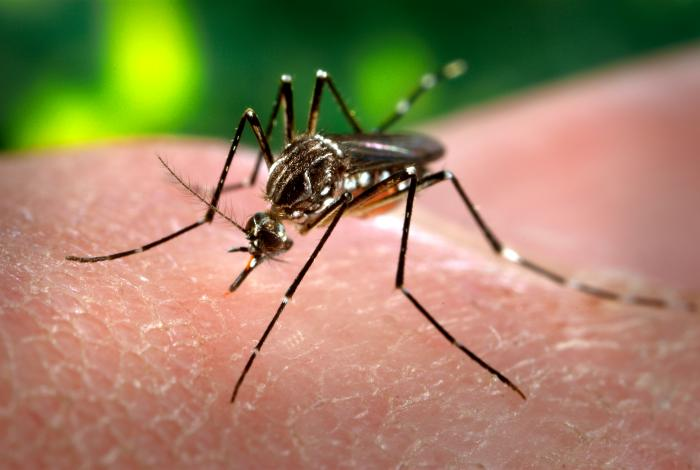
Комар Aedes aegypti

Наблюдения Рубо над поведением Aedes aegypti показали, что самка откладывает яйца на воду, если в последней растворены продукты разложения древесины, а если вода чистая — откладывает яйца на плавающие куски древесины. В 1929 году в работе по изучению жизненного цикла комара Culex pipiens Рубо открыл способность самки после выхода из куколки откладывать первую порцию яиц без дополнительного питания кровью. Это явление Рубо назвал автогенностью, и в дальнейшем эта особенность была отмечена у многих других групп кровососущих двукрылых. Исходя из способности к автогенному развитию, учёный выделил две расы комаров, которые известны сейчас как Culex pipiens pipiens f. pipiens (неавтогенный), Culex pipiens pipiens f. molestus (автогенный). Проявления автогенности у рода Culex не зависят от характера личиночного питания, и Рубо считал их наследственно закреплёнными, а у Anopheles если личинки питались белковой пищей, то самки нападали на прокормителя менее активно.
В 1920 году Рубо для борьбы с комарами предложил использовать инсектициды гипохлорит натрия, стоксал и тример формальдегида — триоксиметилен, или 1,3,5-триоксан. Это вещество представляет собой прозрачные кристаллы с запахом хлороформа, при комнатной температуре слабо растворяется в воде. Триоксиметилен можно распылить по поверхности воды в виде порошка. Механизм действия этого вещества на комаров основан на пищевых особенностях этих насекомых, которые заглатывают плавающие на поверхности воды частицы.

### Синантропные мухи

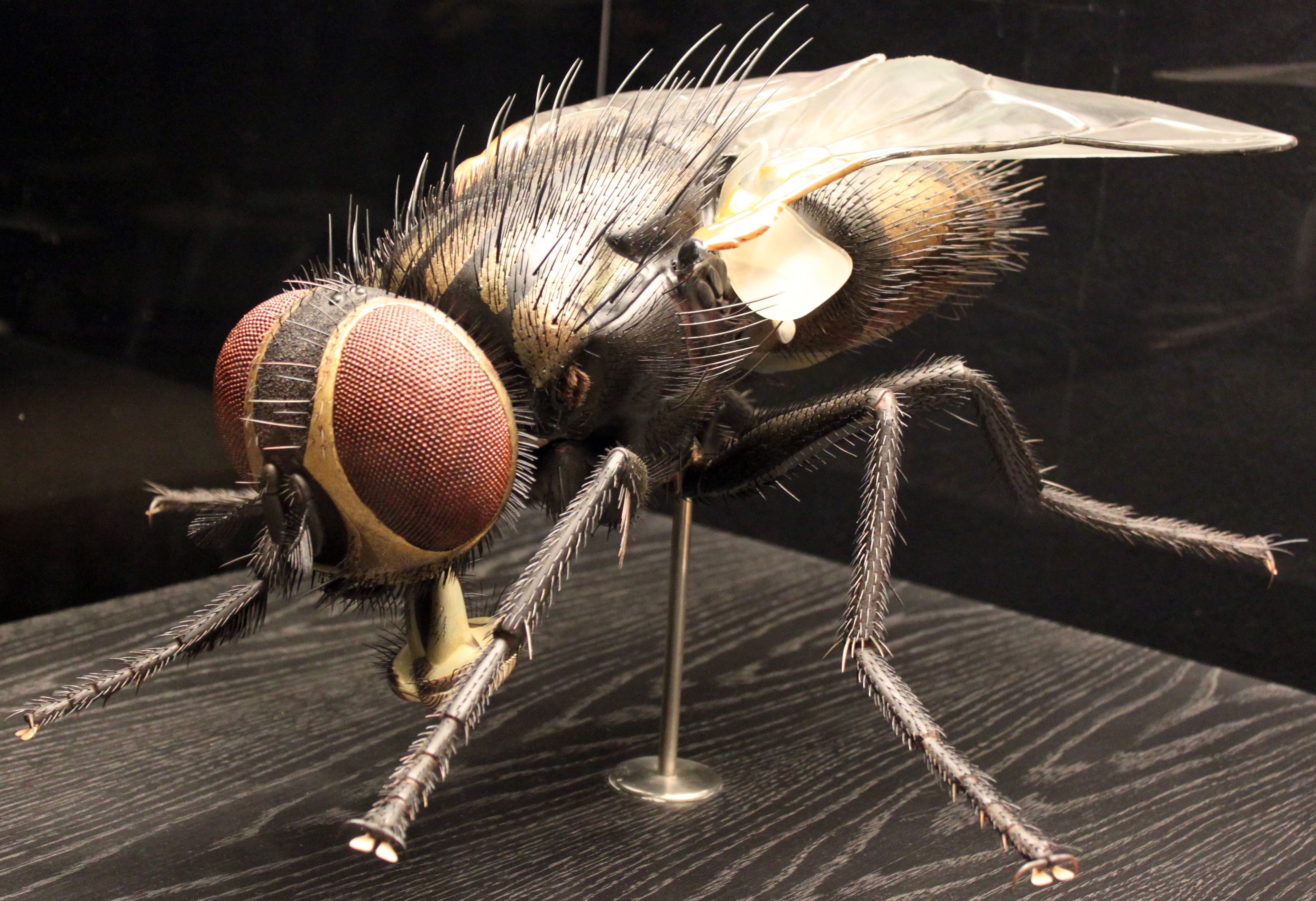
Комнатная муха

Рубо исследовал особенности жизненных циклов синантропных мух. В период с 1911 по 1915 год была разработана методика культивирования и детально изучена биология вида Auchmeromyia senegalensis (Calliphoridae). Личинки этих мух, нападая на жертву и высасывая её кровь, вызывают миазы. Этими исследованиями было показано, что эти личинки нападают на людей только в тех поселениях, где люди спят на полу. В кочевых племенах Африки нападения личинок на человека практически не наблюдается. Рубо предложил биотермический метод борьбы с комнатной мухой в навозе, широко применяемый в настоящее время. Метод заключается в создании условий для развития термогенных микробов, а повышенная температура 60—70 °С оказывает губительное действие на личинок мух и возбудителей инфекционных и инвазионных болезней животных.

### Общественные перепончатокрылые

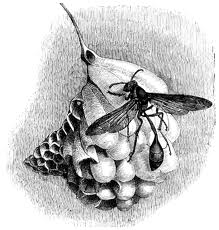
Оса рода Belonogaster

Наблюдая за биологией общественных ос рода Belonogaster, Рубо сформулировал гипотезу происхождения социального поведения колониальных перепончатокрылых путём развития и усложнения материнского поведения одиночных форм, направленного на заботу о потомстве. Дочернее поколение остаётся в гнезде, где живут и выращивают потомство сообща. Основной силой, удерживающей ос в гнезде и заставляющей их заботиться о потомстве, являются трофические отношения личинок и имаго ос, при которых личинка, накормленная осой, выделяет изо рта капельку жидкости, которую поглощает в качестве награды накормившая её оса. Это явление в 1916 году учёный назвал экотрофобиозом. В дальнейшем эта гипотеза была подтверждена и развита в трудах крупнейшего американского мирмеколога Уильяма Уилера. В 1918 году Уиллер предложил понятие трофаллаксис, под которым он понимал взаимный обмен пищей между особями одного вида независимо от стадии жизненного цикла. Экотрофобиоз в настоящее время рассматривается большинством учёных как одна из форм трофаллаксиса.

### Хищные грибы

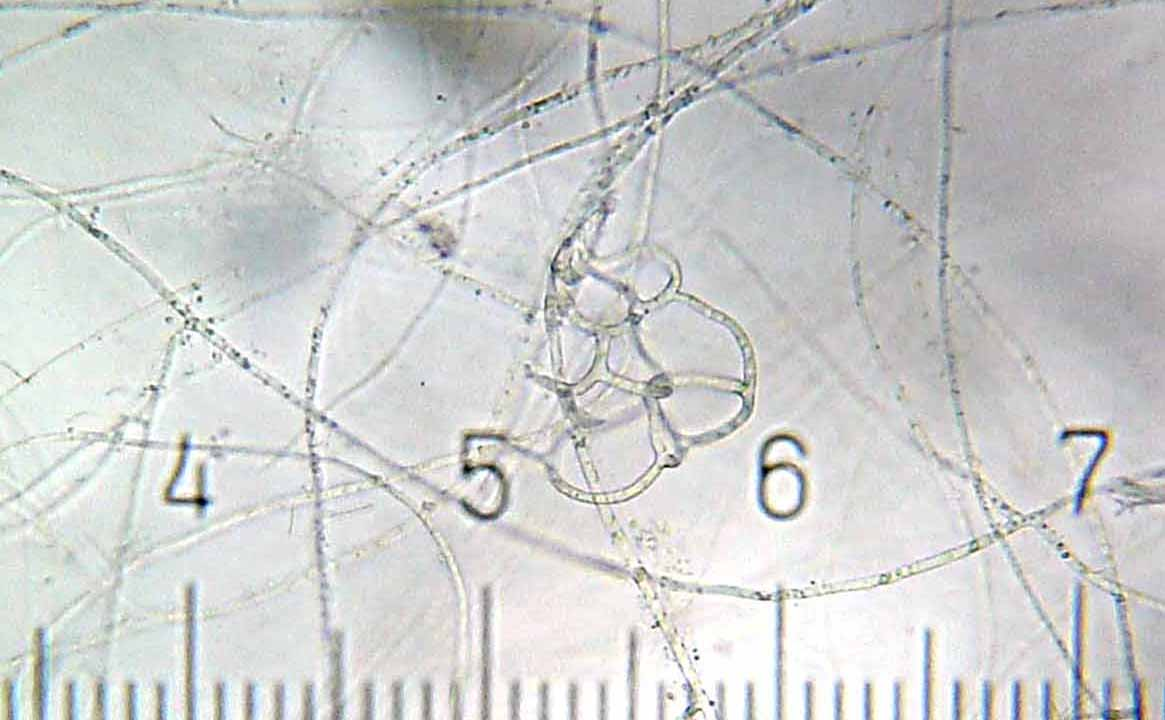
Хищные грибы рода Arthrobotrys

Отдельный цикл работ Рубо посвящён разработке методов использования хищных грибов в борьбе с паразитическими нематодами. До этих исследований было известно, что образование ловчих колец грибов происходит только в присутствии нематод, в чистой культуре грибы ловчие кольца не формировали. В 1939—1941 годах Рубо совместно с Робером Дешьеном провёл серию опытов, доказывающих, что продукты животного происхождения стимулируют образование ловчих колец гриба. Максимальный эффект дали стерильные вытяжки из сыворотки крови человека, жидкость из тела лошадиной аскариды (Parascaris equorum), водная вытяжка из дождевых червей и вытяжка из экскрементов человека. Были разработаны способы борьбы с паразитическими нематодами с помощью хищных грибов. Для этого пастбища, где пасутся козы, были обработаны препаратами грибов Arthrobotrys oligospora, Dactylella bembicoides и Dactylaria ellipsospora, после чего было отмечено существенное снижение численности паразитической нематоды Strongyloides papillosus из семейства свайники.

### Сельскохозяйственные вредители
В 1913 году Рубо был направлен в Сенегал для исследования причин деградации арахисовых плантаций. Он изучил видовой состав и биологию основных видов вредителей арахиса. Показал ведущую роль растительноядных термитов в повреждении семян. Наиболее значительное влияние на арахис оказывал термит Microcerotermes parvulus. Учёный показал, что ведущее значение в увеличении повреждаемости арахиса имеет снижение уровня осадков. Предложил способы снижения ущерба, причиняемого вредителями арахиса, которые заключались в подборе местных быстро растущих и менее требовательных к влаге сортов. В 1928 году Рубо обобщил наблюдения за кукурузной огнёвкой и показал, что сорта кукурузы европейской селекции более устойчивы к этому вредителю, чем американские, а выход личинок огнёвки из диапаузы запускается понижением влажности.

### Таксоны, описанные Рубо
Описал 28 видов и три рода беспозвоночных, в том числе:
- Отряд Trypanosomatida
  - Семейство Trypanosomatidae: Herpetomonas mirabilis (Roubaud, 1908)[46].
- Отряд Ixodida
  - Семейство Argasidae: Argas delanoei Roubaud & Colas-Belcour, 1931, Carios boueti Roubaud & Colas-Belcour, 1933[47].
- Отряд Hemiptera
  - Семейство Cimicidae: Leptocimex Roubaud, 1913[48].
- Отряд Diptera
  - Семейство Simuliidae: Austrosimulium victoriae (Roubaud, 1906), Prosimulium Roubaud, 1906, Simulium perflavum (Roubaud, 1906), Simulium buissoni Roubaud, 1906, Simulium dentulosum Roubaud, 1915, Simulium djallonense Roubaud & Grenier, 1943, Simulium escomeli Roubaud, 1909, Simulium exiguum Roubaud, 1906, Simulium ignescens Roubaud, 1906, Simulium imerinae Roubaud, 1905, Simulium intermedium Roubaud, 1906, Simulium jolyi Roubaud, 1906, Simulium neavei Roubaud, 1915, Simulium neireti Roubaud, 1905, Simulium wellmanni Roubaud, 1906[49][50].
  - Семейство Tachinidae: Anacamptomyia bisetosa (Roubaud & Villeneuve, 1914), Anacamptomyia pallida (Roubaud & Villeneuve, 1914), Anacamptomyia pruinosa (Roubaud & Villeneuve, 1914)[51].
  - Семейство Calliphoridae: Auchmeromyia bequaerti (Roubaud, 1913), Auchmeromyia boueti (Roubaud, 1911), Auchmeromyia choerophaga (Roubaud, 1911)[52].
  - Семейство Muscidae: Haematobia thirouxi (Roubaud, 1906), Stomoxys boueti Roubaud, 1911, Stomoxys pallidus Roubaud, 1911, Stomoxys xanthomelas Roubaud, 1937[53][54][55].
- Отряд Siphonaptera
  - Семейство Pulicidae: Synopsyllus fonquernii Wagner & Roubaud, 1932, Synopsyllus Wagner & Roubaud, 1932[56].

## Признание заслуг

### Награды и премии
В 1910 году Рубо получил Монтионовскую премию Академии медицинских наук Франции в области науки, совместно с Густавом Мартином и Алексисом Лебёфом, а в 1921 году, уже единолично, получил эту премию повторно. В 1913 году стал кавалером, в 1925 году офицером, в 1951 году — командором Ордена Почётного легиона. В 1933 году получил золотую медаль Чалмерса Королевского медицинского общества и Большую золотую медаль Альфонса Лаверана, присуждаемую Обществом экзотической патологии. В 1955 году стал лауреатом премии имени Эмиля Брюмпта. В 1958 году стал офицером Ордена Чёрной звезды.

### Членство в научных организациях
Рубо был членом Французской академии наук, Академии наук заморских территорий, Академии сельскохозяйственных наук Франции, почётным членом Академии румынских учёных. Возглавлял Общество экзотической патологии и Энтомологическое общество Франции. Состоял во Французском биогеографическом обществе, Французском географическом обществе, Французском биологическом обществе, Бельгийском обществе тропической медицины.

### Таксоны, названные в честь Рубо
В честь Рубо названы 19 видов, в числе которых:
- Отряд Гемоспоридии
  - Семейство Plasmodiidae: Leucocytozoon roubaudi Mathis and Leger, 1911[59].
- Отряд Decapoda
  - Семейство Atydae[англ.]: Caridina roubaudi Bouvier, 1925[60].
- Отряд Ixodida
  - Семейство Ixodidae: Haemaphysalis roubaudi Toumanoff, 1940[61].
- Отряд Trombidiformes
  - Семейство Trombiculidae: Neotrombicula roubaudi (Vercammen-Grandjean, 1956)[62][63].
- Отряд Hemiptera
  - Семейство Reduviidae: Mastigonomus roubaudi Villiers, 1948[64].
- Отряд Coleoptera
  - Семейство Carabidae: Goniotropis roubaudi Deuve, 2004[65].
  - Семейство Brentidae: Synsebasius roubaudi (De Muizon, 1955)[66][67].
- Отряд Hymenoptera
  - Семейство Formicidae: Camponotus roubaudi Santschi, 1911[68].
  - Семейство Vespidae: Ancistrocerus roubaudi (Bequaert, 1916)[69].
- Отряд Siphonaptera
  - Семейство Ancistropsyllidae: Ancistropsylla roubaudi Toumanoff & Fuller, 1947[70].
- Отряд Diptera
  - Семейство Calliphoridae: Bengalia roubaudi Rickenbach, Hamon & Mochet, 1960[71], Neocordylobia roubaudi Villeneuve, 1929, Hemigymnochaeta roubaudi Seguy, 1946[52].
  - Семейство Ceratopogonidae: Forcipomyia roubaudi Clastrier & Delecolle, 1997[72].
  - Семейство Culicidae: Anopheles roubaudi Grjebine, 1953, Mimomyia roubaudi (Doucet, 1950)[73].
  - Семейство Hippoboscidae: Ornithomya roubaudi Seguy, 1938[74].
  - Семейство Tabanidae: Cydistomyia roubaudi Mackerras & Rageau, 1958[75].
  - Семейство Tephritidae: Ceratitis roubaudi (Bezzi, 1923)[76].

## Публикации Рубо
Опубликовал 275 научных работ в том числе пять монографий:
- Roubaud É. La Glossina palpalis Robineau-Desvody, sa biologie, son rôle dans l’étiologie des trypanosomiases. — Paris: Masson et Barnéoud, 1909. — 281 p.
- Martin G., Leboef A. & Roubaud É. Rapport de la mission d'études de la maladie du sommeil au Congo français 1906-1908. — Paris: Masson & Cie, 1909. — 723 p.
- Roubaud É. Les Puces des rongeurs transmettant la peste. Étude systématique descriptive des principaux types Paris. — Paris: Office international d'hygiène publique, 1928. — 43 p.
- Roubaud É. Essai synthétique sur la vie du moustique commun (Culex pipiens) L'évolution humaine et les adaptations biologiques du moustique. — Paris: Masson, 1933. — 168 p.
- Vaucel M., Roubaud É., Gaillard H. Terminologie du paludisme. Rapport d'un comité de rédaction nommé par l'Organisation mondiale de la santé Material description. — Genève: Organisation mondiale de la santé, 1954. — Vol. 1. — 95 p.

- Roubaud É. Etudes sur les Stomoxydes du Dahomey (фр.) // Bulletin de la Societe de Pathologie exotique. — 1911. — Vol. 4. — P. 122—132. — ISSN 0037-9085.
- Roubaud É. Les mouches tsé-tsé en Afrique Occidentale Française (фр.) // Annales de géographie. — 1913. — Vol. 126. — P. 427—450.
- Chatton, E. & Roubaud, E. Sporogonie d'une hemogregarine chez une tsétsé (Glossina palpalis R. Desv.) (фр.) // Bulletin de la Societe de Pathologie exotique. — 1913. — Vol. 6. — P. 226—233. — ISSN 0037-9085.
- Roubaud É. Recherches sur les Auchmeromyies, Calliphorines a larves suceuses de sang de l'Afrique tropicale (фр.) // Bulletin de la Societe de Pathologie exotique. — 1913. — Vol. 47. — P. 105—202. — ISSN 0037-9085.
- Roubaud É. Observations sur la biologie du Ver de Guinée. Infection intestinale des Cyclops (фр.) // Bulletin de la Societe de Pathologie exotique. — 1913. — Vol. 6. — P. 281—288. — ISSN 0037-9085.
- Roubaud É. Recherches Biologiques sur les Guépes Solitaires et Sociales d'Afrique (фр.) // Annales des Sciences Naturelles — Zoologie et Biologie Animale. — 1916. — Vol. 1. — P. 1—160. — ISSN 0003-4339.
- Roubaud É. Recherches biologiques sur les guêpes solitaires et sociales d’Afrique. La genèse de la vie sociale et l’évolution de l’instinct maternel chez les vespides (фр.) // Annales des Sciences Naturelles Zoologie et Biologie Animale. — 1916. — Vol. 10. — P. 1—160.
- Roubaud É. Les insectes et la degenerescence des Arachides au Senegal (фр.) // Annales et Mem. Comité d'études historiques et scientifiques de l'Afrique occidentale française. — 1916. — Vol. 1. — P. 363—436.
- Roubaud É. L'état actuel et l'avenir du commerce des arachides au Sénégal (фр.) // Annales de géographie. — 1918. — Vol. 148—149. — P. 357—371.
- Roubaud É. Les particularités de la nutrition et la vie symbiotique chez les mouches tsétsés (фр.) // Annales de l'Institut Pasteur. — 1919. — Vol. 33. — P. 489—536. — ISSN 1961-9049.
- Mesnil F. & Roubaud É. Essais d'inoculation du paludisme au chimpanzé (фр.) // Annales de l'Institut Pasteur. — 1920. — Vol. 34. — P. 466—480. — ISSN 1961-9049.
- Roubaud É. Les conditions de nutrition des Anophèles en France (Anopheles maculipennis) et le rôle du bétail dans la prophylaxie du paludisme (фр.) // Annales de l'Institut Pasteur. — 1920. — Vol. 34. — P. 181—228. — ISSN 1961-9049.
- Roubaud É. La méthode trophique dans la lutte contre les insectes et les infections qu’ils transmettent (фр.) // Revue générale des sciences pures et appliquées. — 1920. — Vol. 31. — P. 301—313.
- Roubaud É. La différentiation des races zootropiques d’Anophèles et la régression spontanée du paludisme (фр.) // Bulletin de la Societe de Pathologie exotique. — 1921. — Vol. 14. — P. 577—595. — ISSN 0037-9085.
- Roubaud É. А propos des races zoophiles d’Anophèles (фр.) // Bulletin de la Societe de Pathologie exotique. — 1922. — Vol. 15. — P. 26—39. — ISSN 0037-9085.
- Roubaud E., Veillon A. R. Recherches sur l'attraction des mouches communes par les substances de fermentation et de putrefaction (фр.) // Annales de l'Institut Pasteur. — 1922. — Vol. 36. — P. 752—764. — ISSN 1961-9049.
- Roubaud É. Histoire des Anacamptomyies, Mouches Parasites des Gufipes Sociales d'Afrique (фр.) // Annales des Sciences Naturelles — Zoologie et Biologie Animale. — 1924. — Vol. 7. — P. 197—248. — ISSN 0003-4339.
- Roubaud É. Les raisons de l’absence en Europe septentrionale de l’endémie palustre estivo-automnale (Plasmodium praecox) (фр.) // Bulletin de la Societe de Pathologie exotique. — 1925. — Vol. 18. — P. 279—287. — ISSN 0037-9085.
- Roubaud E, Colas-Belfour J. Recherches biologiques sur les phlébotomes de la Tunisie du Nord (фр.) // Archives de l’Institut Pasteur de Tunis. — 1927. — Vol. 16. — P. 59—80.
- Roubaud É. Recherches biologiques sur le moustique de la fiévre jaune. Aedes argenteus Poiret. Facteurs d’inertie et influences reactivantes du development. Les œufs durable e leur importance dns le rajeumissement du cycle evolutif (фр.) // Annales de l'Institut Pasteur. — 1929. — Vol. 43. — P. 1093—1209. — ISSN 1961-9049.
- Roubaud É. et Toumanoff C. Intoxications d'encombrement, chez les larves de culex vivant en milieu non renouvelé (фр.) // Bulletin de la Societe de Pathologie exotique. — 1930. — Vol. 23. — P. 978—986. — ISSN 0037-9085.
- Roubaud É. Etude sur les Ornithodores, du groupe Lahorensis dans l'Afrique du Nord. Description d'Ornithodores delanoё n. sp. (фр.) // Bulletin de la Societe de Pathologie exotique. — 1931. — Vol. 24. — P. 948—957. — ISSN 0037-9085.
- Roubaud É. Nouvelle contribution à l'étude du zootropisme anophélien (Anopheles maculipennis) (фр.) // Annales de l'Institut Pasteur. — 1928. — Vol. 38. — P. 229—246. — ISSN 1961-9049.
- Roubaud É. Observations sur la biologie de l'Anopheles plumbeus. I. Le Comportement larvaire (фр.) // Bulletin de la Societe de Pathologie exotique. — 1932. — Vol. 25. — P. 763—770. — ISSN 0037-9085.
- Roubaud É. Recherches sur les variations trophiques et biologiques des peuplements de l'Anopheles maculipennis (фр.) // Bulletin de la Societe de Pathologie exotique. — 1932. — Vol. 25. — P. 755—762. — ISSN 0037-9085.
- Roubaud É. Recherches sur la transmission du paludisme par anophèles français de regions non palustres (фр.) // Annales de l'Institut Pasteur. — 1932. — Vol. 32. — P. 430—462. — ISSN 1961-9049.
- Roubaud É. et Toumanoff C., Gaschen H. Les Données de l'indice maxillaire rapportées au rôle infectant des anophèles de l'Indochine septentrionale (фр.) // Bulletin de la Societe de Pathologie exotique. — 1933. — Vol. 26. — P. 283—293. — ISSN 0037-9085.
- Roubaud É. Essai synthétique sur la vie du moustique commun (Culex pipiens L). L’évolution humaine et les adaptations biologiques du moustique (фр.) // Annales des Sciences Naturelles — Zoologie et Biologie Animale. — 1933. — Vol. 16. — P. 5—168. — ISSN 0003-4339.
- Roubaud É., Colas-Belfour J. Observations sur la biologie de l’Anopheles plumbeus. L’asthénobiose cyclique hivernale (фр.) // Bulletin de la Societe de Pathologie exotique. — 1933. — Vol. 26. — P. 965—972. — ISSN 0037-9085.
- Roubaud E, Colas-Belfour J. Observations sur la biologie de l’Anopheles plumbeus II. L'Asténobiose cyclique hivernale (фр.) // Bulletin de la Societe de Pathologie exotique. — 1934. — Vol. 26. — P. 965—972. — ISSN 0037-9085.
- Roubaud E, Colas-Belfour J. Influence favorable d'une légumineuse fixatrice d'azote sur le développement d'un plankton propice aux larves d'anophèles (фр.) // Bulletin de la Societe de Pathologie exotique. — 1936. — Vol. 29. — P. 798—805. — ISSN 0037-9085.
- Roubaud E, Colas-Belfour J. Recherches sur la transmission de Dirofilaria immitis Leidy (фр.) // Bulletin de la Societe de Pathologie exotique. — 1936. — Vol. 29. — P. 1111—1120. — ISSN 0037-9085.
- Roubaud É. Nouvelles recherches sur l’infection du moustique de la fievre jaune (фр.) // Bulletin de la Societe de Pathologie exotique. — 1937. — Vol. 30. — P. 511—519. — ISSN 0037-9085.
- Roubaud É. Les équilibres biologiques dans l’étiologie du paludisme (фр.) // Actes du congrès d’Amsterdam. — 1938. — P. 120—139.
- Roubaud É. et Treillard M. Observations sur les moustiques de la Crau. II. L'Aëdes (Ochlerotatus) detritus" Hal. (фр.) // Bulletin de la Societe de Pathologie exotique. — 1943. — Vol. 36. — P. 94—101. — ISSN 0037-9085.